# Kolonie Mannhausen

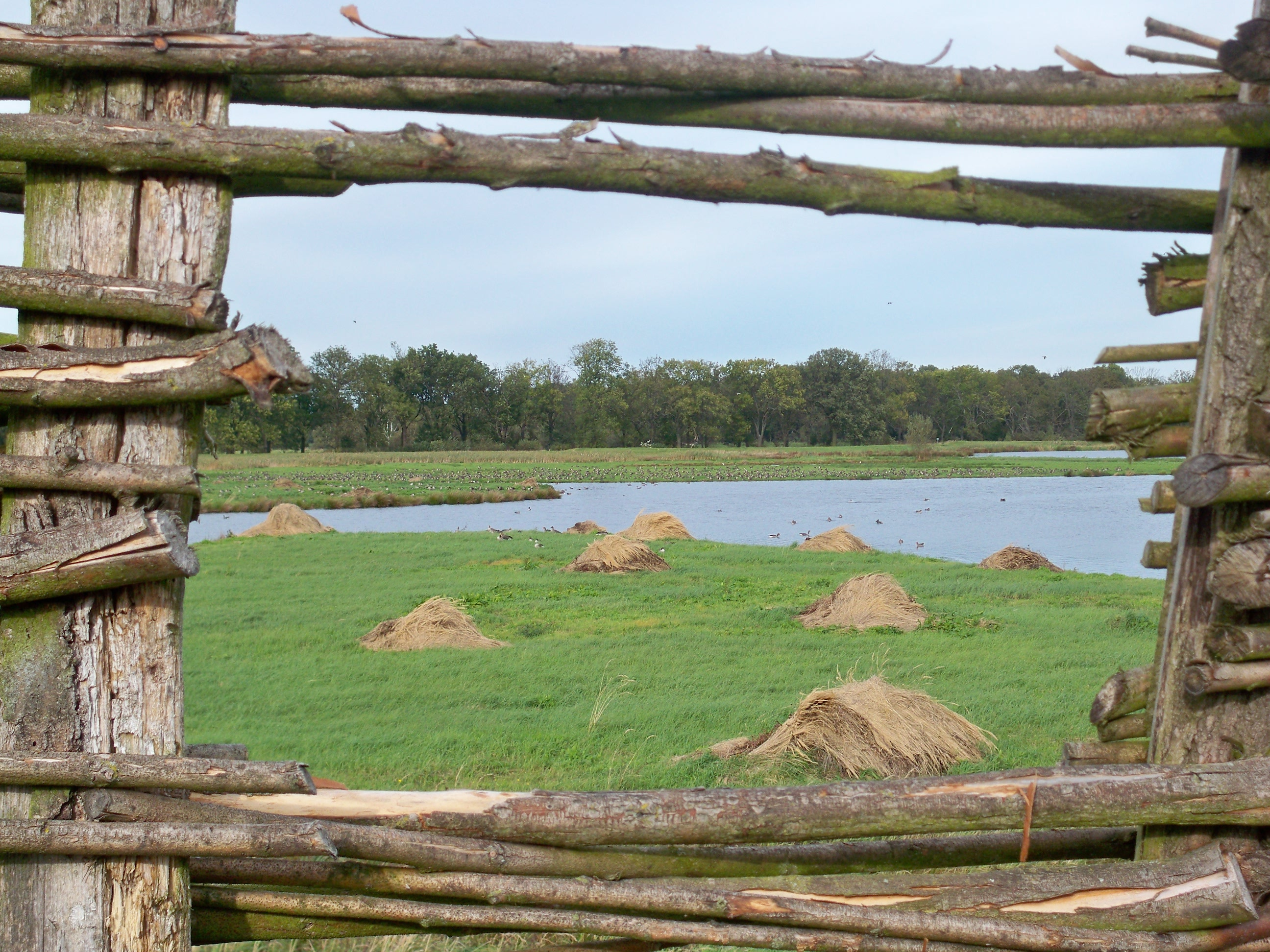
Flachwassergebiet bei der Kolonie Mannhausen

Die Kolonie Mannhausen, mit einer Fläche von 0,575 km², ist ein Wohnplatz der Gemeinde Calvörde.

## Lage
Die Ortschaft liegt etwa elf Kilometer nordwestlich von Calvörde und drei Kilometer westlich von Mannhausen im Drömling direkt bei Piplockenburg. Der Wohnplatz gehörte politisch bis zum 31. Dezember 2009 zur damaligen Gemeinde Grauingen. Südlich verläuft der Mittellandkanal. 2001 wurde dort die 40 Hektar große Flachwasserzone Mannhausen zum Ausgleich der Mittellandkanalverbreiterung errichtet.